# Sir Henry Merrivale
Señor Henry Merrivale es un personaje de ficción creado por "Carter Dickson", un seudónimo de John Dickson Carr (1906–1977). También conocido  como "el Hombre Mayor," por sus iniciales "H. M." (Un calmbur  que juega con el tratamiento  "Su Majestad"), o "el Maestro", Merrivale aparece en 22 novelas de Carr, en que utiliza su seudónimo Carter DIckson; todas ellas centradas en los misterios que supone un crimen realizado en una habitación cerrada o delitos imposibles de cometer -y difíciles de descubrir, escritas en los años 1930, 1940 y 1950; también aparece en dos cuentos cortos.

## Personaje
Merrivale es un carácter bastante serio en las primeras novelas, pero no exento de características más o menos estrafalarias -su descuido en el vestir, el desorden monumental en el despacho que tiene en Whitehall, los variados sobreros que uilitiza, la mezcal de dureza y ternura al tratar con los demás- que se transforma en una persona cómica en los libros más tardíos, a veces al límite de lo grotesco. Mucho del humor que le rodea deriva de sus explosiones de su temperamento y su lenguaje absurdamente colorido. Fumador empedernido, completamente calvo, descuidado en el modo de vestir. 
Tiene su despacho en el Ministerio de la Guerra, como director de un departamento, que se llamó -ya no- Servicio de Contraespionaje. La primera vez que se introduce el personaje se describe como un hombre mayor que se acerca jubilación, en algunas novelas muestra su preocupación ante la posibilidad de que sea "enviado" a la Cámara de los Lores. En las novelas posteriores ser refiere  explícitamente a su edad. En la novela de 1940 "Y así el crimen" (n. 10), ambientada a finales de 1939, Merrivale refiere a su edad como cercana a los 70. En la novela de 1941 Ver es creer (n 12) , al dictar sus memorias, da incluso su fecha de nacimiento, 6 de febrero de 1871, que es compatible con los comentarios de obras anteriores. Pero su edad se hace más ambigua en las siguientes novelas subsiguientes. En los libros finales en la serie, cuándo teóricamente debería tener más de 80 años, no hay ninguna indicación a su edad
Es un baronet y un barrister -en The Judas Window (n. 7), de hecho, aparece como defensor ante el tribunal de un caso de asesinato– y  dispone de un titulación en medicina. Tiene un buen número de otros talentos, incluyendo etapas de magia -ampiamente ejercida en el Hombre oro (n. 13)-, el disfraz y un vasto conocimiento de la historia de delito.
Merrivale Ocasionalmente menciona su familia— una mujer, dos hijas y, en las últimas novelas de la serie, dos yernos. Con su característica cómic brusquedad reniega de los problemas que le proporcionan estas relaciones,  pero ninguno de ellos aparece en ninguno de sus novelas o historias..
En estas novelas aparece con frecuencia otros personajes, más jóvenes que H.M. y con un carácter más convencional, aporta acción a la trama como un contrapeso del riguroso pensamiento de H.M.; el lector fácilmente se identifica con este nuevo personaje, haciendo suya su intriga, no solo por el crimen que se está investigando, sino también por la actitud y comentarios de H.M. Normalmente el final de la novela es una detallada explicación del razonamiento que llevó a descubrir el autor. Es habitual que en el marco de la investigación se presente una sencilla historia de amor. En un buen número de novelas aparece, con mayor o menor protagonismo, el inspector Masters; y en varias de las primeras novelas (nn. 1, 4, 5 y 7; también hay una referencia incidental en el n. 5) aparece Kenwood (Ken) Blake, en algunas de ellas acompañado por su novia, Evelyn Cheyne- su esposa tras Los crímenes del polichinela (n. 5)-; otros personajes tienen una menor presencia, así San Constable, un médico forense, aparece en un par de novelas (nn. 8 y 9).  
Con frecuencia H.M., tras dar la solución al caso. expone con gran detalle -a veces, en presencia de los que han estado implicados en el caso-, los razonamientos que le han llevado a resolver el caso; un momento que aprovecha para repetir la técnica que utiliza para hallar la solución: "sentarse y pensar".

## Novelas publicadas
Se indica el título original y la fecha de su primera edición; después el texto de la traducción al español.
1. The Plague Court Murders (1934), El patio de la plaga
2. The White Priory Murders (1934), Sangre en el espejo de la reina
3. The Red Widow Murders (1935), Los crímenes de la viudad roja
4. The Unicorn Murders (1935), Los crímenes del unicornio
5. The Punch and Judy Murders (1936), Los crímenes del polichinela
6. The Ten Teacups  o The Peacock Feather Murders (1937), La policía está invitada
7. The Judas Window (1938), La ventana de Judas
8. Death in Five Boxes (1938), Muerte en cinco cajas
9. The Reader is Warned (1939), Advertencia al lector
10. And So to Murder (1940), Y así el crimen
11. Murder in the Submarine Zone o NIne and Detah Makes Ten (1940), Nueve y la muerte son diez
12. Seeing is Believing (1941)
13. The Gilded Man (1942), Hombre de oro
14. She Died a Lady (1943), Murió como una dama
15. He Wouldn't Kill Patience (1944), Enpezó entre fieras
16. The Lord of the Sorcerers o The Curse of the Bronce Lamp (1945), El señor de las hechicerías o La lámpara de bronce.
17. My Late Wives (1946), Mis mujeres muertas
18. The Skeleton in the Clock (1948)
19. A Graveyard to Let (1949), Se alquila un cementerio
20. Night at the Mocking Widow (1950), La noche de l viuda burlona
21. Behind the Crimson Blind (1952), Detrás de las persianas rojas
22. The Cavalier's Cup (1953)
23. The Men Who  Explained Miracles (1963), El hombre que explicaba milagros

## En otros medios de comunicación
And So to Murder ha sido adaptada para la serie de antología de la BBC: Detective. En ella Merrivale es representado por Martin Wyldeck.
En la serie de Anthony Shaffer, Sleuth, el más famoso personaje de Andrew Wyke  es un detective aristocrático, llamado St. John, Señor Merridew. Este personaje estaba inspirado en Henry  Merrivale, y el personaje de Wyke en el propio Carr: